# Асфе
Асфе (нем. Asphe) — река в Германии, протекает по земле Гессен, её речной индекс — 2581868. Площадь бассейна реки составляет 23,06 км², а общая её длина — 10,5 км.

## Течение
Исток реки расположен на высоте 405 метров над уровнем моря на юго-восточном склоне горы Коленберг (нем. Kohlenberg) высотой 583 метра в предгорьях массива Ротхаргебирге. Асфе течёт с северо-запада на юго-восток и впадает в Трайсбах с левой стороны. Устье реки расположено на высоте 218 метров над уровнем моря.